# Slobodan Jovanović
 (janvier 2015).
Slobodan Jovanović (en cyrillique : Слободан Јовановић), né le 3 décembre 1869 à Novi Sad et mort le 12 décembre 1958 en exil à Londres, est un juriste, historien et homme politique serbe et yougoslave. De 1942 à 1943, il fut Premier ministre du gouvernement yougoslave en exil.

## Biographie
Slobodan Jovanović fut l'un des plus éminents historiens et juristes serbes du royaume de Serbie et de Yougoslavie. Fils du chef des premiers libéraux en Serbie, Vladimir Jovanović, il était le premier Serbe surnommé Slobodan (Liberté). Sa famille s’est installée à Belgrade en 1872. Éduqué en Serbie, en Allemagne et en Suisse (Faculté de droit à Genève, diplômé en 1890, puis une année scolaire de spécialisation à la Faculté de droit à Paris), après quelques années dans le service diplomatique du royaume de Serbie, en 1897 il devient le professeur associé et en 1900 professeur de droit constitutionnel à la Faculté de Droit de la Grande École à Belgrade (l’Université de Belgrade à partir de 1905). Slobodan Jovanović est l’auteur d’une vingtaine de monographies importantes sur l'histoire politique et constitutionnelle de la Serbie au XIXe siècle, ainsi qu’une dizaine d’ouvrages et d’essais sur la théorie du droit, sur la sociologie politique et même sur l'histoire littéraire.
Spécialiste de la mentalité politique en Serbie de son époque, selon D. T. Bataković, Slobodan Jovanović s’est distingué non seulement par son analyse précise et complète des conditions sociales, du cadre juridique et des circonstances politiques, mais aussi par les portraits vivants des personnages, souvent flamboyants et controversés, des premiers voïvodes de la Révolution serbe de Karageorges depuis 1804 jusqu'à les derniers souverains de la maison des Obrenović (Obrenovitch). Les images approfondies, avec une caractérisation psychologique et sociale remarquable, des hommes politiques tels que Stojan Novaković, Nikola Pašić ou Milovan Milovanović, ainsi que celle du colonel Dragutin Dimitrijevic Apis, chef de l’organisation secrète « La main noire », constituent le sommet de l’historiographie serbe.
Le style littéraire de Slobodan Jovanović demeure célèbre comme le meilleur exemple du « style belgradois », très proche du style français, tandis que son engagement dans le domaine d’organisation de la vie scientifique et la promotion des valeurs démocratiques, des libertés politiques et du droit d’autonomie de l’Université le range parmi les plus grands défenseurs des libertés acquises par la Serbie dans sa vie politique en tant qu’État indépendant.
Patriote et cosmopolite à la fois, Jovanović défendait les valeurs libérales de son père Vladimir Jovanović (ministre à plusieurs reprises) et ses propres convictions démocratiques à travers sa vie en les accentuant clairement dans son dernier ouvrage sur le caractère national serbe : « Dès que l’homme s’élève un peu au-dessus de l’égoïsme national, il lui apparaît clairement que la nation, par elle-même, ne représente pas ce qu’on appelle en philosophie une ‘valeur’. Ce sont les idéaux culturels au service desquels elle s’est mise, qui peuvent seuls lui en conférer. »
Célèbre et reconnu déjà après ses premiers ouvrages, Jovanović fut élu membre de l’Académie royale serbe (Srpska kraljevska akademija) en 1905 (membre correspondant) et enfin l’académicien en 1908 (promu définitivement en 1911) ; il était aussi élu membre de l'Académie yougoslave des sciences et des arts de Zagreb (Jugoslavenska akademija znanosti i umjetnosti) en 1927. Pendant les guerres balkaniques (1912-1913) ainsi que pendant la Grande Guerre Slobodan Jovanović servait comme le chef de bureau de presse de l’état-major de l’armée serbe. En tant qu’expert il participait dans la délégation serbe, puis yougoslave, dans les travaux de la Conférence de la paix à Paris en 1919.
Recteur de l'Université de Belgrade à deux reprises (1913-1914, 1920-1921), Jovanović exerçait les fonctions du président de l'Académie royale serbe de 1928 à 1931). Le roi Alexandre Ier Karadjordjević la consultait occasionnellement en cherchant la solution viable pour le système constitutionnel après l’introduction du régime personnel en 1929. Néanmoins, Slobodan Jovanović n’était pas en faveur d’une démocratie limitée professée par le roi Alexandre Ier jusqu'à sa mort en 1934.

## Parcours politique
Durant la crise croate en Yougoslavie royale à la veille de la Seconde Guerre mondiale, Jovanović était président du Club culturel serbe (Srpski kulturni klub), une organisation d'intellectuels serbes venant de toutes les provinces yougoslaves peuplées par les Serbes d’une influence grandissant dans la vie politique (1937-1941). Le Club culturel serbe s'était prononcé en faveur du rétablissement de la démocratie et de la réorganisation de l’État commun en trois unités fédérales du royaume de Yougoslavie. Après la formation de l’unité fédérale croate le 26 août 1939 (Banovina Hrvatska), le Club culturel serbe exigeait les deux unités supplémentaires, serbes, englobant plusieurs banovinas à majorité serbe sous le nom Les pays serbes (Srpske zemlje) avec le siège à Skoplje, et l’unité fédérale slovène (Savska banovina).
Antifasciste et patriote, Jovanović fut vice-premier ministre dans le gouvernement anti-nazi de général Dušan Simović, constitué après le putsch du 27 mars 1941 à Belgrade.
Après deux ans comme vice-premier ministre du gouvernement yougoslave exilé depuis avril 1941, sur la proposition du roi Pierre II Karadjordjević, Jovanović  est devenu le premier ministre du gouvernement yougoslave en exil à Londres (1942-1943). Le général Dragoljub (Draža) Mihailović, chef de la résistance anti-nazi royaliste (Jugoslovenska vojska u otadžbini), en Yougoslavie sous l’occupation des nazis, des fascistes et ses satellites bulgares, hongrois et croates, fut nommé ministre de la guerre dans son cabinet. En dépit de la guerre civile et du terrible génocide du régime pro-nazi des oustachis croates contre les Serbes, Slobodan Jovanović est resté convaincu que l’État commun des Serbes et des Croates était la meilleure solution politique pour leur avenir. À la fin de la guerre civile, lorsque fut instauré le régime communiste en Yougoslavie avec le soutien crucial de l‘Armée rouge de Staline, Jovanović, profondément déçu par l’ordre politique d’après guerre, resta à Londres comme la plupart des ex-ministres. En 1946 les autorités communistes yougoslaves le condamnèrent à Belgrade par contumace à vingt ans de réclusion lors du procès de Belgrade.
À Londres, toujours très actif, Slobodan Jovanović présida, jusqu'à sa mort en 1958, le Comité national yougoslave (Jugoslovenski narodni odbor) une organisation d'hommes politiques d’avant-guerre en exil qui tenta, en vain, d'offrir une alternative politique au régime communiste de la Yougoslavie titiste.
Sur la proposition de Paul Bastide, Slobodan Jovanović fut élu, en 1950,  membre correspondant de l'Académie des Sciences morales et politiques à Paris. Le général Charles de Gaulle consulta le professeur Jovanović, en tant qu’expert reconnu du droit constitutionnel, sur le projet de la Constitution de la Cinquième république en France. Le texte sur cette constitution fut l’une de ses dernières analyses. La disparition de Slobodan Jovanović, le savant de renom international et l’homme politique de premier rang fut notée par plusieurs medias occidentaux, surtout en Grande-Bretagne et en France. (D.T. Bataković)
Une plaque mémoriale avec l’inscription "Professor Slobodan Yovanovitch. Serbian historian, literary critic, legal scholar, Prime Minister of Yugoslavia"  se trouve à  Londres, au 39b Queens Gate Gardens à Kensington.
Les Œuvres complètes (Sabrana dela) de Slobodan Jovanović, après avoir été interdites à plusieurs reprises et avoir suscité une série de scandales politiques et une polémique idéologique, furent finalement publiées en 1991 à Belgrade, dans la Yougoslavie en décomposition politique, en 12 volumes, et certains ouvrages furent réimprimés à plusieurs reprises, y compris les œuvres complètes publiées en 1936. Une bibliographie scientifique sur les ouvrages de Slobodan Jovanović ne cesse pas de s’agrandir.
Avant d’être officiellement réhabilité par la cour à Belgrade, en octobre 2007, le portrait de Slobodan Jovanović fut choisi en 2003 pour le plus grand billet de banque de Serbie (5 000 dinars).

## Ouvrages
- O suverenosti, Beograd 1897 [Sur la souveraineté, Belgrade, 1897].
- O dvodomnom sistemu, Beograd 1899 [Sur le système bicaméral, Belgrade, 1899].
- Velika narodna skupština, Beograd 1900 [La Grande Assemblée Nationale, Belgrade, 1900].
- Srpsko-bugarski rat. Rasprava iz diplomatske istorije, Beograd 1901 [La guerre serbo-bulgare. Étude de l’histoire diplomatique, Belgrade 1901].
- Svetozar Marković, Beograd 1903 [Svetozar Marković, Belgrade 1903].
- Osnovi pravne teorije o državi, Beograd 1906 [Introduction à la théorie de droit d’État, Belgrade, 1906].
- Osnovi javnog prava Kraljevine Srbije, knj. I-II Beograd 1907-1909 [Introduction à la loi publique du royaume de Serbie, vol. I-II, Belgrade, 1907-1909].
- Makiaveli, Beograd 1907 [Machiavel, Belgrade 1907].
- Političke i pravne rasprave, knj. I-II, Beograd 1908-1910 [Les études politiques et juridiques, vol. I-II, Belgrade, 1908-1910].
- Ustavobranitelji i njihova vlada, Srpska kraljevska akademija, Beograd 1912 [Constitutionalists et son gouvernement, Belgrade: Académie Royale Serbe 1912].
- Universitetsko pitanje, Beograd 1914 [Question de l’Université, Belgrade, 1914].
- Vodji francuske revolucije, Beograd 1920 [Les leaders de la Révolution française, Belgrade, 1920].
- O državi, Beograd 1922 [De l’État, Belgrade, 1922].
- Druga vlada Miloša i Mihaila, Beograd 1923 [Le deuxième règne de Miloch et Michel [Obrénovitch], Belgrade, 1923].
- Ustavno pravo Kraljevine Srba, Hrvata i Slovenaca, Beograd 1924 [Le droit constitutionnel du royaume des Serbes, Croates et Slovènes, Belgrade, 1924].
- Vlada Milana Obrenovića, knj. I-II, Beograd 1926-1927 [Le règne de Milan Obrénovitch, vol. I-II Belgrade 1926-1927].
- Vlada Aleksandra Obrenovića, Beograd 1929-1931 [Le règne d'Alexandre Obrénovitch, vol. I-II, Belgrade, 1929-1931].
- Iz istorije političkih doktrina, Beograd 1935 [Sur l’histoire des doctrines politiques, Belgrade, 1935].
- Gledston, Beograd 1938 [Gladstone, Belgrade 1938].
- Američki federalizam, Beograd 1939 [Le fédéralisme américain, Belgrade, 1939].
- Primeri političke sociologije, Engleska, Francuska, Nemačka 1815-1914, Beograd 1940 [Exemples de sociologie politique: Angleterre, France et Allemagne, 1815-1914, Belgrade, 1940].
- O totalitarizmu, Pariz 1952 [Sur le totalitarisme, Paris, 1952].
- Moji savremenici Vindzor 1961 [Mes contemporains, Windsor, Canada 1961].
- Jedan prilog za proučavanje srpskog nacionalnog karaktera, Vindzor, Kanada 1964 [Une contribution sur l’étude du caractère national serbe, Windsor, Canada, 1964].
- Zapisi o problemima i ljudima, 1941–1944, London 1976 [Notes sur les problèmes et les hommes, 1941–1944, Londres, 1976].